# Сімпсони (сезон 30)
Тридцятий сезон мультсеріалу «Сімпсони» транслювався у США на телеканалі «Fox» з 30 вересня 2018 до 12 травня 2019 року. Серіал продовжено на 30 сезон 4 листопада 2016 року.
У сцені на дивані серії «My Way or the Highway to Heaven» персонажі «Бургерів Боба» зібралися разом із Сімпсонами.
Запрошеними зірками сезону були: Галь Гадот («Bart's Not Dead»), RuPaul («Werking Mom»), Біллі Ейхнер («Krusty the Clown»), Петті Люпон («The Girl on the Bus») тощо.
Також:
- була сатира на шоу «The Amazing Race» (укр. «Великі перегони»), де Мардж і Гомер — пара учасників, яка наполегливо бореться за перемогу, але відразу програє («Heartbreak Hotel»)[5];
- шоуранер Ел Джін написав серію «Daddicus Finch», де Ліса дивиться фільм «Убити пересмішника» і починає бачити в Гомері дещо від Грегорі Пека і дійсно захоплюється ним[6];
- було показано передісторію діда Сімпсона, де він згадує, що був моделлю для іграшкових солдатиків («Mad About the Toy»)[6];
- Ліса знайшла нову найкращу подругу і намагалася жити подвійним життям, ділячи свій час між своєю родиною та новою, більш культурною сім'єю («The Girl on the Bus»), а також закохалася в Канаду, при цьому всіляко висловлюючи любов до США у ненормальному політичному кліматі («D'oh Canada»)[7];
- Гомер переглядав спільний з Мардж серіал типу «Дивних див» без своєї дружини, що розсердило її та напружило відносини («I'm Dancing as Fat as I Can»)[8];
- також у серії «101 Mitigations» продавець коміксів подає в суд на Гомера за викрадення його машини з метою покататися на ній, при цьому Ґільєрмо дель Торо був запрошеною зіркою в ролі самого себе[9][10].

## Нагороди та номінації
У лютому 2019 року сценаристка Стефані Гілліс виграла премію Гільдії сценаристів Америки в області анімації 2018 року за прем'єрну серію сезону «Bart's Not Dead».
Сезон отримав премію «Еммі». Серія «Mad About the Toy» отримала нагороду в категорії «Найкраща анімаційна передача» 2019 року. Генк Азарія також номінувався за «Найкраще озвучування» у серії «From Russia Without Love».

## Список серій
| № серії (загалом) | № серії (в сезоні) | Назва серії                                                                  | Режисер(и)       | Сценарист(и)                                            | Оригінальна дата показу | Код серії | Глядачів в США (млн) |
| --- | ------------------ | ---------------------------------------------------------------------------- | ---------------- | ------------------------------------------------------- | ----------------------- | --------- | -------------------- |
| 640 | 1                  | «Bart's Not Dead» «Барт не помер»                                            | Боб Андерсон     | Стефані Гілліс                                          | 30 вересня 2018         | XABF19    | 3,24                 |
| Барт потрапляє до лікарні і отримує струс мозку. Щоб покрити себе і Гомера, він вдає, що був у раю і зустрів Ісуса. Продюсери християнського кіно пропонують зняти фільм за мотивами розповіді хлопчика, на що Гомер погоджується. Однак, Барт не може впоратися з почуттям провини і говорить правду Мардж після закінчення зйомок фільму. Запрошені зірки: Дейв Аттел в ролі Люка, Піт Голмс в ролі Меттью, Галь Гадот і Емілі Дешанель в ролі самих себе, Джонатан Ґрофф — виконавець ролі Барта у фільмі «Барт не помер»                                                                 |                    |                                                                              |                  |                                                         |                         |           |                      |
| 641 | 2                  | «Heartbreak Hotel» «Готель розбитих сердець»                                 | Стівен Дін Мур   | Метт Селман і Рене Ріджлі                               | 7 жовтня 2018           | XABF15    | 4,6                  |
| Шлюб Мардж і Гомера піддається перевірці, коли вони відправляються на тропічний острів змагатися за мільйон доларів беручи участь в улюбленому реаліті-шоу Мардж. Запрошені зірки: Різ Дарбі в ролі Теґа Такерберга, Джордж Сігал в ролі Ніка, Рене Ріджлі в ролі Хані |                    |                                                                              |                  |                                                         |                         |           |                      |
| 642 | 3                  | «My Way or the Highway to Heaven» «Мій шлях або шосе до неба»                | Роб Олівер       | Деб Лакуста, Ден Кастелланета та Вінс Вальдрон          | 14 жовтня 2018          | XABF17    | 2,52                 |
| Бог і Святий Петро розмірковують про те, хто саме з людей заслуговує потрапити на небеса, в той час, як жителі Спрінґфілда розповідають про релігійні розбіжності християн, атеїстів і буддистів… Запрошені зірки: Гаррі Джон Бенджамін, Ден Мінц, Євген Мірман, Джон Робертс і Крістен Шаал в ролі Боба, Тіни, Джина, Лінди та Луїзи Белчер відповідно (сцена на дивані); Джон Ловітц і Трейсі Морган в ролі самих себе |                    |                                                                              |                  |                                                         |                         |           |                      |
| 643 | 4                  | «Treehouse of Horror XXIX» «Будинок жахів на дереві XXIX»                    | Метью Фонан      | Джоел Коен                                              | 21 жовтня 2018          | XABF16    | 2,95                 |
| «Intrusion of the Pod-Y Switchers» (укр. «Вторгнення викрадачів Под-людей») — Спрінґфілд переповнений рослинами-викрадачами тіл через те, що жителі загіпнотизовані своїми телефонами… «Multiplisa-ty» (укр. «Багатоліса») — У Ліси проявляється дисоціативний розлад ідентичності і вона бажає вбити Барта. «Geriartric Park» (укр. «Парк пенсійного періоду») — Містер Бернс відкриває будинок для літніх з деякими оновленнями юрського періоду, які включають ввід всім пенсіонерам ДНК динозаврів. Запрошені зірки: Кевін Майкл Річардсон в ролі Ктулху                                 |                    |                                                                              |                  |                                                         |                         |           |                      |
| 644 | 5                  | «Baby You Can't Drive My Car» «Дитинко, ти не можеш вести мій автомобіль»    | Тімоті Бейлі     | Роб Лазебник                                            | 4 листопада 2018        | XABF18    | 5,08                 |
| Стартап, який спеціалізується на безпілотних автомобілях, приїжджає до Спрінґфілда. Ця компанія приймає на роботу вкотре звільненого зі Спрінґфілдської АЕС Гомера, за яким ідуть всі працівники станції зі своєю веселою атмосферою, але кращим робочим середовищем… Запрошені зірки: Трейсі Морган в ролі водія вантажівки |                    |                                                                              |                  |                                                         |                         |           |                      |
| 645 | 6                  | «From Russia Without Love» «З Росії без любові»                              | Метью Настюк     | Майкл Ферріс                                            | 11 листопада 2018       | XABF20    | 2,35                 |
| Влаштовуючи жорстокі розіграші, Барт, Нельсон і Мілгаус отримують для Мо російську наречену, замовлену у темній мережі. Запрошені зірки: Джон Ловітц в ролі віртуальних Хаккі та Тхора Стукотуна, Ксенія Соло в ролі Анастасії Алекової |                    |                                                                              |                  |                                                         |                         |           |                      |
| 646 | 7                  | «Werking Mom» «Мама, яка працює»                                             | Майкл Полчіно    | Керолін Омайн і Робін Сейерс                            | 18 листопада 2018       | XABF21    | 4,34                 |
| Мардж невдало починає продавати пластикові судки для зберігання їжі. Її друг Хуліо робить їй макіяж, щоб збільшити її впевненість і заробити більше грошей. Вона стає успішною, не усвідомлюючи, що всі думають, що вона дреґ-королева. Тим часом Ліса, як Амелі, робить дрібниці, щоб ощасливити людей. Запрошені зірки: Скотт Томпсон в ролі Ґрейді, RuPaul в ролі Королеви Шанте, Raja в ролі самого себе |                    |                                                                              |                  |                                                         |                         |           |                      |
| 647 | 8                  | «Krusty the Clown» «Красті — клоун»                                          | Метью Фонан      | Раян Кох                                                | 25 листопада 2018       | XABF22    | 2,11                 |
| Гомер знаходить своє покликання телерекапера, але його жорстка градація викликає бійку з Красті. Останній, після того, як ледь не вбив Гомера, переховується у справжньому цирку і стає справжнім цирковим клоуном. Незважаючи на те, що глядачі ненавидять його через те, що вони ненавидять клоунів з телебачення, Красті знаходить своє щастя. Тим часом Ліса стикається з новим редактором «Щоденного чотирикласника», Біллі. Запрошені зірки: Біллі Ейхнер в ролі Біллі, Пітер Серафинович в ролі гендиректора корпорації «Google-Disney»                                               |                    |                                                                              |                  |                                                         |                         |           |                      |
| 648 | 9                  | «Daddicus Finch» «Таттікус Фінч»                                             | Стівен Дін Мур   | Ел Джін                                                 | 2 грудня 2018           | YABF01    | 4,33                 |
| Ліса дивиться фільм «Убити пересмішника» і починає бачити в Гомері дещо від Грегорі Пека і дійсно захоплюється ним. Їхній зв'язок посилюється, коли вони починають проводити разом час з користю, що змушує Барта заздрити і відчувати себе знехтуваним. Через це Мардж намагається допомогти Гомеру збалансувати свою увагу між дітьми. Запрошені зірки: Джей Кей Сіммонс в ролі доктора Джессапа; Джон Ловітц в ролі Ллевелліна Сінклера і рабина; Грегорі Пек, Мері Бедхем, Філліп Елфорд і Джон Мегна в ролі Аттікуса, Джин Луїзи, Джема Фінч і Ділла Гарріса відповідно (архівні кадри) |                    |                                                                              |                  |                                                         |                         |           |                      |
| 649 | 10                 | «'Tis the 30th Season» «Це — тридцятий сезон»                                | Ленс Крамер      | Сюжет: Джефф Вестбрук Сценарій: Джоел Коен і Джон Фрінк | 9 грудня 2018           | YABF02    | 7,53                 |
| Після невдалого шопінгу у Чорну п'ятницю Мардж налаштована рішуче відзначити Різдво. Однак, Гомер та діти дивують її відпусткою на курорті Флориди, яка не дуже вдається. Запрошені зірки: Джейн Лінч в ролі Джині |                    |                                                                              |                  |                                                         |                         |           |                      |
| 650 | 11                 | «Mad About the Toy» «Божеволіти від іграшки»                                 | Роб Олівер       | Майкл Прайс                                             | 6 січня 2019            | YABF03    | 2,33                 |
| Мардж і Гомер залишають дідуся Сімпсона доглядати за дітьми. Після того, як Барт у підвалі знаходить іграшкових солдатиків, у дідуся викликається посттравматичний стресовий розлад. Поринаючи в минуле, він починає згадувати про фотографії, зробленими з нього у 1940-х роках, коли він був післявоєнною моделлю для цих солдатиків. Коли Ейб зрозумів, що міг зруйнувати життя фотографа Філіпа Хеффліна після ненавмисної втрати його роботи, разом із сім'єю Ейб відвідує його. Запрошені зірки: Браян Ботт в ролі Філіпа, Лоуренс О'Доннелл і Білл де Блазіо в ролі самих себе        |                    |                                                                              |                  |                                                         |                         |           |                      |
| 651 | 12                 | «The Girl on the Bus» «Дівчинка в автобусі»                                  | Кріс Клементс    | Джоел Коен                                              | 13 січня 2019           | YABF04    | 8,2                  |
| Коли Ліса знайомиться з новою найкращою подругою Сем з вікна автобуса, вона відчуває, яким може бути життя в іншій, більш культурній сім'ї. Ліса починає намагатися жити подвійним життям, ділячи свій час між своєю родиною і сім'єю своєї подружки… Запрошені зірки: Петті Люпон в ролі Шеріл Монро, матері Сем; Террі Гросс в ролі самої себе |                    |                                                                              |                  |                                                         |                         |           |                      |
| 652 | 13                 | «I'm Dancing as Fat as I Can» «Я танцюю так жирно, як можу»                  | Метью Настюк     | Джейн Беккер                                            | 10 лютого 2019          | YABF06    | 1,75                 |
| Гомер намагається не дивитися спільний з Мардж серіал без неї, але йому цікаво, оскільки його дружина дивиться серіали, коли його немає. Гомер переглянув спільний з Мардж серіал типу «Дивні дива» без своєї дружини, що сердить її і напружило відносини. Щоб виправитися, Гомер повинен опанувати мистецтво танцю… Тим часом Барт готується змагатись в «Іграшкоштовханині Красті» за кошик, повний товарів Красті. Запрошені зірки: Тед Сарандос в ролі самого себе |                    |                                                                              |                  |                                                         |                         |           |                      |
| 653 | 14                 | «The Clown Stays in the Picture» «Клоун залишається на картинці»             | Тімоті Бейлі     | Метт Селман                                             | 17 лютого 2019          | YABF05    | 2,75                 |
| Красті розкриває нерозказану історію свого минулого у своєму фільмі «Космічні піски». Барт і Ліса дізнаються про перші роки відносин своїх батьків, коли ті працювали помічниками по фільму. Запрошені зірки: Марк Марон в ролі самого себе |                    |                                                                              |                  |                                                         |                         |           |                      |
| 654 | 15                 | «101 Mitigations» «101 пом’якшення»                                          | Марк Кіркланд    | Сюжет: Роб Лазебник Сценарій: Браян Келлі та Ден Веббер | 3 березня 2019          | YABF07    | 2,25                 |
| Продавець коміксів подає в суд на Гомера за викрадення його машини з метою покататися на ній. Останній повинен або довести свою невинність у суді за допомогою відео для пом'якшення обставин, або примиритися з обдуреним ботаном. Запрошені зірки: Ґільєрмо дель Торо в ролі самого себе |                    |                                                                              |                  |                                                         |                         |           |                      |
| 655 | 16                 | «I Want You (She's So Heavy)» «Я хочу тебе (вона така важка)»                | Стівен Дін Мур   | Джефф Вестбрук                                          | 10 березня 2019         | YABF08    | 2,21                 |
| Коли романтична ніч закінчується травмами, Мардж відновлюється займаючись кайтсерфінгом, а Гомер зв'язується з галюцинованою грижею… Ліса намагається виправити напружені стосунки своїх батьків. Запрошені зірки: Воллес Шон в ролі Воллеса Грижі |                    |                                                                              |                  |                                                         |                         |           |                      |
| 656 | 17                 | «E My Sports» «Мій кіберспорт»                                               | Роб Олівер       | Роб Лазебник                                            | 17 березня 2019         | YABF09    | 2,08                 |
| Після того, як Гомер купує сину новий ігровий комп'ютер Барт починає досягати успіхів у змаганнях з кіберспорту. Коли у команди Барта є шанс виграти на ігровому турнірі в Сеулі, Гомер виявляє пристрасть до його тренування. Ліса намагається повернути Гомера до реальності, але план викликає хаос… Запрошені зірки: Наташа Лайонн в ролі Софі, Кен Джонг в ролі корейських монахів, Девід Терлі в ролі коментатора змагань |                    |                                                                              |                  |                                                         |                         |           |                      |
| 657 | 18                 | «Bart vs. Itchy & Scratchy» «Барт проти Чуха і Сверблячки»                   | Кріс Клементс    | Меган Амрам                                             | 24 березня 2019         | YABF10    | 1,99                 |
| Красті випускає повністю жіноче перезавантаження «Чуха і Сверблячки», таке що Барт і його команда з усіх друзів-хлопців вирішили бойкотувати шоу. Після того, як його друзі починають сміятися над перезавантаженням, Барт приєднується до групи шестикласниць, які скоюють злочини проти патріархату. Запрошені зірки: Аквафіна в ролі Кармен, Ніколь Байєр в ролі Еріки, Челсі Перетті в ролі Пайпер |                    |                                                                              |                  |                                                         |                         |           |                      |
| 658 | 19                 | «Girl's in the Band» «Дівчинка у групі»                                      | Дженніфер Моллер | Ненсі Картрайт                                          | 31 березня 2019         | YABF11    | 2,07                 |
| Ліса розшукується директором Столичної філармонії, Віктором Класиковим, до жаху вчителя її групи. Гомер працює на станції у додаткові зміни, щоб дівчинка могла грати, що напружує сім'ю. Запрошені зірки: Джей Кей Сіммонс в ролі Віктора, Дейв Меттьюс в ролі Ллойда |                    |                                                                              |                  |                                                         |                         |           |                      |
| 659 | 20                 | «I'm Just a Girl Who Can't Say D'oh» «Я — просто дівчина, що не каже „Д'оу“» | Майкл Полчіно    | Джефф і Дженна Мартін                                   | 7 квітня 2019           | YABF12    | 1,61                 |
| Коли незадоволені актори і знімальна група усувають Ллевелліна Сінклера від режисури «Оклахоми!», Мардж стає директором місцевого театру Спрінґфілда. Вона озброєна сценарієм Ліси про Джебедайя Спрінґфілда, що нагадує мюзикл «Гамільтон». Тим часом Гомер приєднується до класу «Татусь і я» з Меґґі, де йому подобається керівниця Хлоя… Запрошені зірки: Джон Ловітц в ролі Ллевелліна Сінклера, Джош Ґробан в ролі голосу співаючого професора Фрінка, Джон Літгоу в ролі самого себе, Okilly Dokilly — виконавці пісні в кінцевих титрах                                              |                    |                                                                              |                  |                                                         |                         |           |                      |
| 660 | 21                 | «D'oh Canada» «Чорт, Канада»                                                 | Метью Настюк     | Тім Лонг і Міранда Томпсон                              | 28 квітня 2019          | YABF14    | 1,93                 |
| Під час сімейного відпочинку на Ніагарському водоспаді Ліса випадково падає й опиняється на Канадській стороні водоспаду. Дівчинці помилково надають політичний притулок у Канаді. Коли Мардж відправляється рятувати Лісу, вони змушені переглянути свою любов до США в ненормальному політичному кліматі, коли вони орієнтуються у ввічливому канадському пейзажі… Запрошені зірки: Лукас Мейер в ролі Джастіна Трюдо, Аквафіна в ролі доктора Ченг, Джуді Блум в ролі самої себе |                    |                                                                              |                  |                                                         |                         |           |                      |
| 661 | 22                 | «Woo-Hoo Dunnit?» «Ву-ху, детектив?»                                         | Стівен Дін Мур   | Браян Келлі                                             | 5 травня 2019           | YABF15    | 1,79                 |
| Коли секретну пачку грошей — так званий фонд коледжу Ліси — Мардж залишає під раковиною, вона пропадає безвісти. Документальний кримінальний серіал «Будні Спрінґфілда» (англ. «Dateline: Springfield») заглиблюється в розкриття справи, не залишаючи каменя на камені… Запрошені зірки: Вілл Форте в ролі Короля Тут, Джекі Мейсон в ролі Хайма Крастовскі, Лієв Шрайбер в ролі диктора, Кен Бернс в ролі самого себе |                    |                                                                              |                  |                                                         |                         |           |                      |
| 662 | 23                 | «Crystal Blue-Haired Persuasion» «Кришталево синьоволосий доказ»             | Метью Фонан      | Меган Амрам                                             | 12 травня 2019          | YABF16    | 1,5                  |
| Після того, як на роботі Гомера скасовують медичну страховку для дітей працівників, Мардж звертається до покупки лікувальних кристалів в якості більш дешевого рішення для БАД для Барта. Хлопчик починає досягати успіху в школі, спонукаючи Мардж відкрити свою власну імперію кристалів і продавати їх наївним матерям. Запрошені зірки: Вернер Герцог в ролі Волтера Хотенхоффера, Іллеана Дуглас в ролі касирки крамниці «FAO Quartz», Дженні Слейт в ролі Пайпер Пейслі |                    |                                                                              |                  |                                                         |                         |           |                      |

## Показ в Україні
В Україні прем'єрний показ сезону здійснював телеканал «НЛО TV» з 10 серпня до 5 листопада 2019 року.
| №   | Назва серії                        | Показ в Україні  |
| --- | ---------------------------------- | ---------------- |
| 640 | Bart's Not Dead                    | 10 серпня 2019   |
| 641 | Heartbreak Hotel                   | 10 серпня 2019   |
| 642 | My Way or the Highway to Heaven    | 11 серпня 2019   |
| 643 | Treehouse of Horror XXIX           | 11 серпня 2019   |
| 644 | Baby You Can't Drive My Car        | 17 серпня 2019   |
| 645 | From Russia Without Love           | 17 серпня 2019   |
| 646 | Werking Mom                        | 18 серпня 2019   |
| 647 | Krusty the Clown                   | 18 серпня 2019   |
| 648 | Daddicus Finch                     | 24 серпня 2019   |
| 649 | 'Tis the 30th Season               | 24 серпня 2019   |
| 650 | Mad About the Toy                  | 24 серпня 2019   |
| 651 | The Girl on the Bus                | 25 серпня 2019   |
| 652 | I'm Dancing as Fat as I Can        | 25 серпня 2019   |
| 653 | The Clown Stays in the Picture     | 25 серпня 2019   |
| 654 | 101 Mitigations                    | 26 серпня 2019   |
| 655 | I Want You (She's So Heavy)        | 26 серпня 2019   |
| 656 | E My Sports                        | 4 листопада 2019 |
| 657 | Bart vs. Itchy & Scratchy          | 5 листопада 2019 |
| 658 | Girl's in the Band                 | 14 вересня 2019  |
| 659 | I'm Just a Girl Who Can't Say D'oh | 14 вересня 2019  |
| 660 | D'oh Canada                        | 15 вересня 2019  |
| 661 | Woo-hoo Dunnit?                    | 15 вересня 2019  |
| 662 | Crystal Blue-Haired Persuasion     | 21 вересня 2019  |